# Kriminalfilm
Kriminalfilmer är filmer, som fokuserar på livet för kriminella. Denna filmgenre kan anses vara bred och består av flera underkategorier.

## Exempel på undergenrer
- Deckare
  - Procedur-deckare
- Film noir
- Gangsterfilmer
  - Maffiafilmer
- Fängelsefilm
- Heroic bloodshed
- Kuppfilmer